# Torpare i Finland

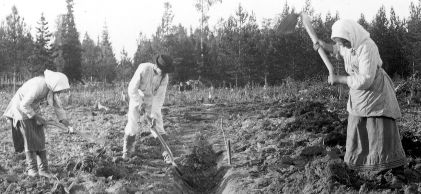
Finländska torpare.

Torpare var förr en person som mot ett visst arrende (främst dagsverken) till jordägaren brukade ett torp, det vill säga en del av ett hemman. 
Torp nämns redan på 1500-talet, men de flesta av dessa var egentligen nyodlingar, kronotorp, som inrättats på statens mark och som ombildades till kronohemman så snart skattebetalningsförmåga inträtt. På herrgårdarna kan torpväsendets rötter spåras tillbaka till försöken att anlägga huvudgårdar i stället för att låta jorden ligga styckad på landbohemman. Stordriften som småningom infördes på 1700-talet krävde därmed ny arbetskraft. De fåtaliga landbönderna behövdes på sina små hemman, varför man tillgrep metoden att grunda nya torp, tidigast mot slutet av 1600-talet i Östra Nyland. På 1700-talet spred sig torpinstitutionen till hela södra och västra Finland.
Rätten att inrätta torp förblev emellertid inte ett adligt privilegium, utan sådana fick från början av 1700-talet röjas även på bondehemmanens ägor. Så fanns till exempel i Savolax redan på 1700-talet en stor torparbosättning på de jordägande böndernas marker. Herrgårdarna vid kusten började på 1740-talet att inrätta fisketorp i skärgården.
Kring sekelskiftet 1800 var torpens antal omkring 23 000, och ökningen fortsatte fram till 1860-talet, då skogen började få ekonomisk betydelse och det inte längre ur ägarens synvinkel var lönsamt att upplåta mark för torp, eftersom detta ledde till nyröjning och ökad virkeskonsumtion. I fortsättningen fick därtill de redan existerande torpen (omkring 70 000 1895) ofta sina villkor försämrade. År 1901 fanns de flesta torpen på herrgårdarna i Västnyland och på bondgårdarna i Satakunta och norra Tavastland; minst torp fanns det i Viborgs län och i Lappland. I södra Österbotten hade huvudsakligen grundats så kallade släkttorp av hemmanens yngre söner, vilka i allmänhet utförde omfattande nyodlingsarbeten utan att belastas av tunga dagsverksskyldigheter. Därför kunde släkttorpen relativt snabbt lösgöras till självständiga hemman, vilket bidrog till att ett torparproblem inte uppstod i denna region.
Trots ett ofta betungande arrende (enligt en undersökning 1912 bestod detta till 72,5 procent av dagsverken, till 20,5 procent av betalning i reda pengar och till 7 procent av olika naturaprestationer) var torparnas lott inte tyngre än övriga obesuttna samhällsgruppers, snarare tvärtom; ett välskött torp kunde i allmänhet gott jämföras med ett mindre självständigt hemman. Herrgårdstorpen (som betalade det största arrendet, vanligen omkring hälften av avkastningen) hade ofta en åkerareal som motsvarade ett småbruk, omkring 5–10 hektar; bondgårdstorpen var i regel betydligt mindre (även deras arrende var lägre).
Fastän torparna som regel redde sig ekonomiskt, levde de i en ständig otrygghet; arrendeavtalen ingicks på obestämd tid, inte sällan muntligt (1912 hade 30 procent av torparna muntligt kontrakt), varför torparna kunde vräkas med kort varsel. En ny ägare till huvudgården var dessutom inte bunden av de avtal den föregående ägaren ingått. På grund av utvecklingen inom såväl jordbruket som skogsbruket fråntogs torparna vissa av sina gamla förmåner, till exempel den fria nyttjanderätten till skog och betesmark; samtidigt ökades deras beroende av markägarna (som blev allt ovilligare att ingå långfristiga avtal), medan arrendena åter höjdes. Denna negativa utveckling, i förening med att de berörda blev medvetnare om sin diskriminerade ställning, ledde till uppkomsten av ett akut problem, som kunde lösas först efter flera decennier fyllda av konflikter. Situationen tillspetsades av att de socialistiska idéerna funnit en god grogrund bland torparna, som efter hand allt aktivare började driva sin egen sak. Under finska inbördeskriget 1918 spelade de trots allt snarast åskådarens roll. 
Den brist på förståelse för den nya tidens krav som förekom på vissa håll, särskilt bland godsägarna, framkallade torparstrejker i början av seklet (den första 1902 i Nastola); ryktbarast är strejken på Laukko gård 1906, men omfattande strejker inträffade även bland annat på Jockis gods och på Vuojoki. Läget förvärrades ytterligare av rykten om att jorden skulle delas lika mellan alla, sedan den "ryska lagen" trätt i kraft i landet. Dylika rykten spreds bland annat av vandrande så kallade påsaryssar. Småningom kom man även på borgerligt håll till insikt om att den brännande torparfrågan (som betraktades som unik för Finland, vilket den ingalunda var) måste lösas genom att man gjorde torpen till självständiga jordbruk; därigenom kunde man även bilda en starkare motvikt till förryskningssträvandena. 
Ett lagförslag i denna riktning, vilket utgjorde kulmen på en sedan 1880-talet pågående omdaning av legolagstiftningen, framlades för lantdagen i januari 1918, men kunde behandlas och godkännas först efter finska inbördeskriget (den 15 oktober 1918). Enligt denna lag, den så kallade torparlagen, fick torparna inlösa högst 10 hektar åker och 20 hektar skog. Fram till slutet av 1930-talet ombildades på detta sätt 46 645 torp till självständiga småbruk. Socialt var detta av stor betydelse för torparbefolkningen. Över en åttondedel av Finlands åkerareal omvandlades härmed från arrendejord till självägd jord.

### Övriga källor
1. ↑  ”torparlagen”. Förvaltningshistorisk ordbok. Svenska litteratursällskapet i Finland. 2016